# Da'Vine Joy Randolph
Da'Vine Joy Randolph (Philadelphia, 21 mei 1986) is een Amerikaanse actrice en zangeres. Ze kreeg voor het eerst erkenning als Oda Mae Brown in de Broadway-productie van Ghost: The Musical (2012), waarvoor ze werd genomineerd voor de Tony Award voor beste vrouwelijke hoofdrol in een musical. In 2024 won Randolph de Academy Award voor beste actrice in een bijrol voor haar rol in The Holdovers (2023).
Randolph groeide op in Philadelphia en Hershey, Pennsylvania. Ze ging naar de Temple University om zich te concentreren op vocale prestaties, maar in haar eerste jaar besloot ze zich te concentreren op muziektheater. Na haar afstuderen aan de Temple ging ze naar de Yale School of Drama. Ze studeerde in 2011 af aan Yale met haar master. In haar jeugd ging ze naar het Interlochen Arts Camp, waar ze theater studeerde.
Randolphs filmcarrière begon onder meer met de film The Angriest Man in Brooklyn (2014) en de film Office Christmas Party (2016). Ze kreeg lovende kritieken voor haar optreden als Lady Reed in de biografische film Dolemite Is My Name (2019). Op televisie speelde ze de rol van Charmonique in ABC's comedyserie Selfie, die op 30 september 2014 in première ging. Randolph was ook de stem van Christine in de originele Netflix-serie The Mr. Peabody & Sherman Show.

## Filmografie

### Film
Uitgezonderd korte films.
- Mother of George als Marsea (2013)
- The Angriest Man in Brooklyn als verpleegster Rowan (2014)
- The Secrets of Emily Blair als Fran (2016)
- Office Christmas Party als Carla (2016)
- Dolemite Is My Name als Lady Reed (2019)
- Kajillionaire als Jenny (2020)
- The Last Shift als Shazz (2020)
- Trolls World Tour als Bliss Marina / Sheila B (stem) (2020)
- The United States vs. Billie Holiday als Roslyn (2021)
- The Guilty als CHP-verzender (stem) (2021)
- The Lost City als Beth (2022)
- Puss in Boots: The Last Wish als Mama Luna (stem) (2022)
- The Holdovers als Mary Lamb (2023)
- Bride Hard als Lydia (2025)

### Televisie
Uitgezonderd eenmalige gastrollen.
- Selfie als Charmonique (13 afleveringen, 2014)
- The Mr. Peabody & Sherman Show als Christine / Abby Fisher (18 afleveringen, 2015-2017)
- This Is Us als Tanya (3 afleveringen, 2016)
- People of Earth als Yvonne Watson (20 afleveringen, 2016-2017)
- Empire als Poundcake (7 afleveringen, 2017-2018)
- On Becoming a God in Central Florida als Rhonda (5 afleveringen, 2019)
- High Fidelity als Cherise (10 afleveringen, 2020)
- Madagascar: A Little Wild als Ranger Hoof (6 afleveringen, 2020-2021)
- Tuca & Bertie als Tamarind Toucan (stem) (2 afleveringen, 2021)
- Ultra City Smiths als rechercheur Gail Johnson (stem) (6 afleveringen, 2021)
- Chicago Party Aunt als Tina (6 afleveringen, 2021)
- Only Murders in the Building als rechercheur Williams (14 afleveringen, 2021-2025)
- The Last O.G. als Shaveese 'Veesy' Diggs (8 afleveringen, 2021)

## Prijzen en nominaties
Randolph won meerdere acteerprijzen en ontving diverse nominaties, waarvan de belangrijkste:
| Jaar | Prijs             | Categorie                                          | Werk                | Uitslag     |
| ---- | ----------------- | -------------------------------------------------- | ------------------- | ----------- |
| 2012 | Tony Award        | Beste vrouwelijke hoofdrol in een musical          | Ghost: The Musical  | Genomineerd |
| 2020 | Black Reel Award  | Beste vrouwelijke bijrol                           | Dolemite Is My Name | Gewonnen    |
| 2020 | Black Reel Award  | Beste Breakthrough Performance                     | Dolemite Is My Name | Gewonnen    |
| 2020 | NAACP Image Award | Outstanding Supporting Actress in a Motion Picture | Dolemite Is My Name | Genomineerd |